# Halfing
Halfing község Németországban, a felső-bajorországi Rosenheim kerületben. Lakosainak száma 2836 fő (2023. december 31.).

## Fekvése
A délkelet-bajorországi régióban, Chiemgauban fekszik, Rosenheimtól északnyugatra 17 kilométerre, Wasserburg am Inntől 14 kilométerre délre, Bad Endorftól 5 kilométerre északnyugatra, Prien am Chiemseetől 13 kilométerre északnyugatra, illetve Traunsteintól 35 kilométerre.

## Története
Első írásos említése 928-ból maradt fenn. A helység 1732 és 1803 között a seeoni kolostor birtoka volt. I. Miksa bajor király közigazgatási reformja során 1818-ban önálló községgé vált.

## Népesség
| Lakosok száma | 862  | 1815 | 1896 | 2005 | 2638 | 2694 | 2840 | 2859 | 2788 | 2836 |
|               | 1875 | 1950 | 1975 | 1987 | 2012 | 2014 | 2016 | 2017 | 2021 | 2023 |

## Gazdaság és infrastruktúra
A községi adóbevételek összege 1999-ben 1,4 millió eurónak felelt meg, ebből az iparűzési adó 0,5 millió euró volt.
Az A8-as autópálya 18 kilométerre délre található. Vasútállomásán a Chiemgauer Lokalbahn vonatai állnak meg, amelyek hétvégén és különleges alkalmakkor közlekednek Bad Endorftól Obing am See-ig. A legközelebbi nagyobb vasúti állomás Bad Endorfban található.

## Fordítás
- Ez a szócikk részben vagy egészben  a   Halfing című német Wikipédia-szócikk fordításán alapul.  Az eredeti cikk szerkesztőit annak laptörténete sorolja fel. Ez a jelzés csupán a megfogalmazás eredetét és a szerzői jogokat jelzi, nem szolgál a cikkben szereplő információk forrásmegjelöléseként.